# Brontispa
Brontispa es un género de escarabajos de la familia Chrysomelidae. En 1904 Sharp describió el género. Contiene las siguientes especies:
- Brontispa archontophoenica Gressitt, 1960
- Brontispa balakae Gressitt, 1957
- Brontispa calami Gressitt, 1960
- Brontispa castaneipennis Chûjô, 1937
- Brontispa chalybeipennis (Chûjô, 1937)
- Brontispa chalybeipennis (Zacher, 1913)
- Brontispa cyperaceae Gressitt, 1963
- Brontispa depressa (Baly, 1858)
- Brontispa eversi Gressitt, 1960
- Brontispa gleadowi (Weise, 1905)
- Brontispa lateralis Uhmann, 1953
- Brontispa limbata (Waterhouse, 1876)
- Brontispa linearis (Spaeth, 1936)
- Brontispa longissima (Gestro, 1885)
- Brontispa mariana (Spaeth, 1937)
- Brontispa minor Gressitt, 1957
- Brontispa norfolkensis Gressitt, 1960
- Brontispa palmivora Gressitt, 1963
- Brontispa sacchari Gressitt, 1960
- Brontispa serricornis Gressitt, 1957
- Brontispa simonthomasi Gressitt, 1960
- Brontispa veitchiae Gressitt, 1960